# Ameryka Dzierżąska
Ameryka Dzierżąska – część wsi kaszubskiej Dzierżążno w Polsce, położona w województwie pomorskim, w powiecie kartuskim, w gminie Kartuzy.
W latach 1975–1998 Ameryka Dzierżąska administracyjnie należała do województwa gdańskiego.